# Islândia nos Jogos Olímpicos de Verão de 1936
A Islândia participou dos Jogos Olímpicos de Verão de 1936 em Berlim, na Alemanha.